# Paloma Escola
Paloma Escola Piedra (Madrid, 10 de mayo de 1948) es una actriz de doblaje española, considerada como una de las grandes damas del doblaje.

## Biografía
Tras estudiar arte dramático, se inicia en el mundo del doblaje a principios de los años 70 debido a la complicada situación que vivían los incipientes actores en esa época. Recala en los estudios "Sincronía", en Madrid, donde trabajaban sus padres : Joaquín Escola como contratado -también actor de doblaje- y María Antonia Piedra. Su primera gran oportunidad vino de la mano de Ana Díaz Plana y de directores como Víctor Agramunt. Desde entonces, hasta la actualidad, ha doblado a prácticamente a todas las grandes estrellas del cine y televisión, gracias a su cálida voz y dotes interpretativas. Entre sus muchos trabajos, se puede destacar: Melanie Griffith en "La hoguera de las vanidades (película)", Kathleen Turner en "La guerra de los Rose", Mary Elizabeth Mastrantonio en "El color del dinero", Jessica Lange en "Dulces sueños", Jane Fonda en "Lo dice Georgia", etc.. 
La lista de actrices a las que ha doblado es interminable: Melanie Griffith, Jane Fonda, Rebecca De Mornay, Mary McDonnell, Mary Elizabeth Mastrantonio, Hiam Abbass, Debbie Allen, Kathleen Turner, Annette Bening, Candice Bergen, Jacqueline Bisset, Ann Cusack, Beverly D'Angelo, Olivia de Havilland, Catherine Deneuve, Sally Field, Frances Fisher, Jennifer Grey, Glenne Headly, Barbara Hershey, Amy Irving, etc. Ha realizado más de 2000 doblajes.
También ha trabajado como actriz de imagen, apareciendo en series como "Farmacia de guardia (serie de televisión)".
- Datos: Q85876011